# Communauté de communes interrégionale Aumale Blangy-sur-Bresle
Die Communauté de communes interrégionale Aumale Blangy-sur-Bresle (offizielle Schreibweise: Communauté de communes interrégionale Aumale - Blangy-sur-Bresle) ist ein französischer Gemeindeverband mit der Rechtsform einer Communauté de communes in den Départements Seine-Maritime und  Somme der Regionen Normandie und Hauts-de-France. Sie wurde am 29. November 2016 gegründet und umfasst 44 Gemeinden. Der Verwaltungssitz befindet sich im Ort Blangy-sur-Bresle. Eine Besonderheit ist die Département- und Regions-übergreifende Struktur der Mitgliedsgemeinden.

## Historische Entwicklung
Der Gemeindeverband entstand mit Wirkung vom 1. Januar 2017 durch die Fusion der Vorgängerorganisationen 
- Communauté de communes de Blangy-sur-Bresle und
- Communauté de communes du Canton d’Aumale.

Mit Wirkung vom 1. Januar 2018 wechselte die Gemeinde Saint-Maxent von der Communauté de communes du Vimeu zu hiesigen Verband.

## Mitgliedsgemeinden
| Gemeinde                                                       | Einwohner 1. Januar 2022 | Fläche km² | Dichte Einw./km² | Code INSEE | Postleitzahl | Region          | Département    |
| -------------------------------------------------------------- | ------------------------ | ---------- | ---------------- | ---------- | ------------ | --------------- | -------------- |
| Aubéguimont                                                    | 177                      | 4,85       | 36               | 76028      | 76390        | Normandie       | Seine-Maritime |
| Aubermesnil-aux-Érables                                        | 201                      | 8,48       | 24               | 76029      | 76340        | Normandie       | Seine-Maritime |
| Aumale                                                         | 1.985                    | 9,06       | 219              | 76035      | 76390        | Normandie       | Seine-Maritime |
| Bazinval                                                       | 410                      | 7,18       | 57               | 76059      | 76340        | Normandie       | Seine-Maritime |
| Biencourt                                                      | 142                      | 2,22       | 64               | 80104      | 80140        | Hauts-de-France | Somme          |
| Blangy-sur-Bresle                                              | 2.844                    | 17,45      | 163              | 76101      | 76340        | Normandie       | Seine-Maritime |
| Bouillancourt-en-Séry                                          | 538                      | 16,11      | 33               | 80120      | 80220        | Hauts-de-France | Somme          |
| Bouttencourt                                                   | 929                      | 7,73       | 120              | 80126      | 80220        | Hauts-de-France | Somme          |
| Campneuseville                                                 | 443                      | 12,30      | 36               | 76154      | 76340        | Normandie       | Seine-Maritime |
| Conteville                                                     | 504                      | 13,71      | 37               | 76186      | 76390        | Normandie       | Seine-Maritime |
| Criquiers                                                      | 714                      | 23,55      | 30               | 76199      | 76390        | Normandie       | Seine-Maritime |
| Dancourt                                                       | 234                      | 18,30      | 13               | 76211      | 76340        | Normandie       | Seine-Maritime |
| Ellecourt                                                      | 156                      | 4,45       | 35               | 76233      | 76390        | Normandie       | Seine-Maritime |
| Fallencourt                                                    | 180                      | 12,08      | 15               | 76257      | 76340        | Normandie       | Seine-Maritime |
| Foucarmont                                                     | 804                      | 7,28       | 110              | 76278      | 76340        | Normandie       | Seine-Maritime |
| Frettemeule                                                    | 297                      | 7,45       | 40               | 80362      | 80220        | Hauts-de-France | Somme          |
| Guerville                                                      | 470                      | 12,46      | 38               | 76333      | 76340        | Normandie       | Seine-Maritime |
| Haudricourt                                                    | 456                      | 29,98      | 15               | 76344      | 76390        | Normandie       | Seine-Maritime |
| Hodeng-au-Bosc                                                 | 565                      | 8,77       | 64               | 76363      | 76340        | Normandie       | Seine-Maritime |
| Illois                                                         | 391                      | 14,54      | 27               | 76372      | 76390        | Normandie       | Seine-Maritime |
| Landes-Vieilles-et-Neuves                                      | 125                      | 7,09       | 18               | 76381      | 76390        | Normandie       | Seine-Maritime |
| Le Caule-Sainte-Beuve                                          | 479                      | 16,71      | 29               | 76166      | 76390        | Normandie       | Seine-Maritime |
| Maisnières                                                     | 477                      | 12,73      | 37               | 80500      | 80220        | Hauts-de-France | Somme          |
| Marques                                                        | 236                      | 13,05      | 18               | 76411      | 76390        | Normandie       | Seine-Maritime |
| Martainneville                                                 | 421                      | 7,58       | 56               | 80518      | 80140        | Hauts-de-France | Somme          |
| Monchaux-Soreng                                                | 613                      | 10,05      | 61               | 76441      | 76340        | Normandie       | Seine-Maritime |
| Morienne                                                       | 186                      | 8,91       | 21               | 76606      | 76390        | Normandie       | Seine-Maritime |
| Nesle-Normandeuse                                              | 498                      | 9,10       | 55               | 76460      | 76340        | Normandie       | Seine-Maritime |
| Nullemont                                                      | 150                      | 5,65       | 27               | 76479      | 76390        | Normandie       | Seine-Maritime |
| Pierrecourt                                                    | 475                      | 9,51       | 50               | 76500      | 76340        | Normandie       | Seine-Maritime |
| Ramburelles                                                    | 260                      | 4,59       | 57               | 80662      | 80140        | Hauts-de-France | Somme          |
| Réalcamp                                                       | 594                      | 11,45      | 52               | 76520      | 76340        | Normandie       | Seine-Maritime |
| Rétonval                                                       | 174                      | 5,62       | 31               | 76523      | 76340        | Normandie       | Seine-Maritime |
| Richemont                                                      | 443                      | 10,69      | 41               | 76527      | 76390        | Normandie       | Seine-Maritime |
| Rieux                                                          | 593                      | 7,09       | 84               | 76528      | 76340        | Normandie       | Seine-Maritime |
| Ronchois                                                       | 182                      | 8,62       | 21               | 76537      | 76390        | Normandie       | Seine-Maritime |
| Saint-Léger-aux-Bois                                           | 479                      | 11,02      | 43               | 76598      | 76340        | Normandie       | Seine-Maritime |
| Saint-Martin-au-Bosc                                           | 274                      | 7,20       | 38               | 76612      | 76340        | Normandie       | Seine-Maritime |
| Saint-Maxent                                                   | 389                      | 6,38       | 61               | 80710      | 80140        | Hauts-de-France | Somme          |
| Saint-Riquier-en-Rivière                                       | 154                      | 9,99       | 15               | 76645      | 76340        | Normandie       | Seine-Maritime |
| Tilloy-Floriville                                              | 361                      | 8,09       | 45               | 80760      | 80220        | Hauts-de-France | Somme          |
| Vieux-Rouen-sur-Bresle                                         | 583                      | 14,92      | 39               | 76739      | 76390        | Normandie       | Seine-Maritime |
| Villers-sous-Foucarmont                                        | 185                      | 7,01       | 26               | 76744      | 76340        | Normandie       | Seine-Maritime |
| Vismes                                                         | 473                      | 13,26      | 36               | 80809      | 80140        | Hauts-de-France | Somme          |
| Communauté de communes interrégionale Aumale Blangy-sur-Bresle | 21.244                   | 464,26     | 46               | –          | –            | –               | –              |